# Blauwe Moskee (Jerevan)
De Blauwe Moskee (Armeens: Կապույտ մզկիթ, Kapuyt mzkit; Perzisch: مسجد کبود, Masjed-e Kabud) is een moskee in het district Kentron van de Armeense hoofdstad Jerevan, gelegen aan de Mesrop Masjtotslaan.

## Geschiedenis
Voor de bouw van de moskee worden in de literatuur verschillende data uit het midden van de 18e eeuw genoemd. Volgens de Britse reiziger H.F.B. Lynch werd de Blauwe Moskee door Husayn Ali Khan in opdracht gebouwd tijdens het bewind van de Iraanse heerser Nadir Sjah (1736-1747). George Bournoutian noemt Husayn Ali Khan de beschermheilige van het gebouw, maar plaatst zijn regeerperiode in de jaren 1762-83. Volgens Vladimir M. Arutyunyan begon de bouw in 1760 en werd voltooid onder Husayn Ali Khan in 1764-68.
Het gebouw was de belangrijkste congregationele moskee van de stad. Toen Jerevan in 1827 werd veroverd door Rusland tijdens de Russisch-Perzische Oorlog (1826-1828) was het, volgens het door de Russen opgemaakte kadaster, de grootste van de acht functionerende moskeeën. Het gebouw bestond uit de hoofdgebedshal, een bibliotheek en een madrassa met 28 cellen, allemaal georganiseerd rond een binnenplaats, waarbij het totale complex een oppervlakte van 7000 vierkante meter bedroeg. Er was een enkele minaret bij het hoofdportaal, in overeenstemming met andere moskeeën uit die tijd, en er zijn geen aanwijzingen dat er ooit meer minaretten waren.

### Sovjettijdperk
Tijdens het seculiere beleid van de Sovjetregering werden alle religieuze diensten in de Blauwe Moskee gestopt en vanaf 1931 was in de moskee het Stadsmuseum van Jerevan gehuisvest.

### Onafhankelijk Armenië
In de tweede helft van de jaren 1990 onderging de moskee een volledige restauratie, gefinancierd door Iran, die in 1999 werd voltooid. De restauratie wekte bezorgdheid bij sommige functionarissen in Azerbeidzjan, aangezien de moskee werd gepresenteerd als een Iraanse moskee en in Azerbeidzjan wordt beweerd dat deze behoort tot het erfgoed van de voorheen grote Azerbeidzjaanse gemeenschap van Armenië. Islamitische religieuze diensten zijn nu hervat in de Blauwe Moskee, de enige actieve moskee in Armenië. Het Stadsmuseum van Jerevan werd gehuisvest in een nieuw gebouw op een andere locatie.
De eigendomsrechten van de moskee werden in 1995 door het stadsbestuur van Jerevan aan Iran gegeven. In december 2015 besliste de Armeense regering om het Iraanse eigendomsrecht van de moskee te verlengen voor 99 jaar.

## Fotogalerij

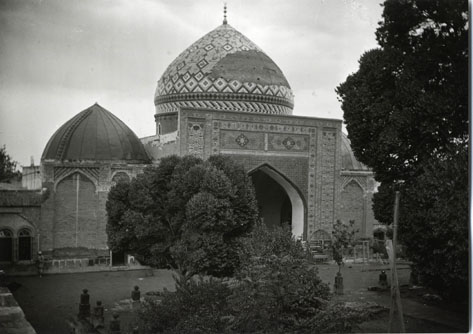
De moskee in 1897 (foto F. Sarre)
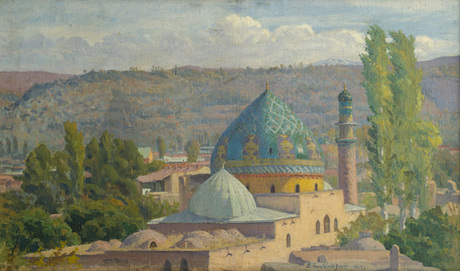
Geschilderd door Panos Terlemezian, 1917
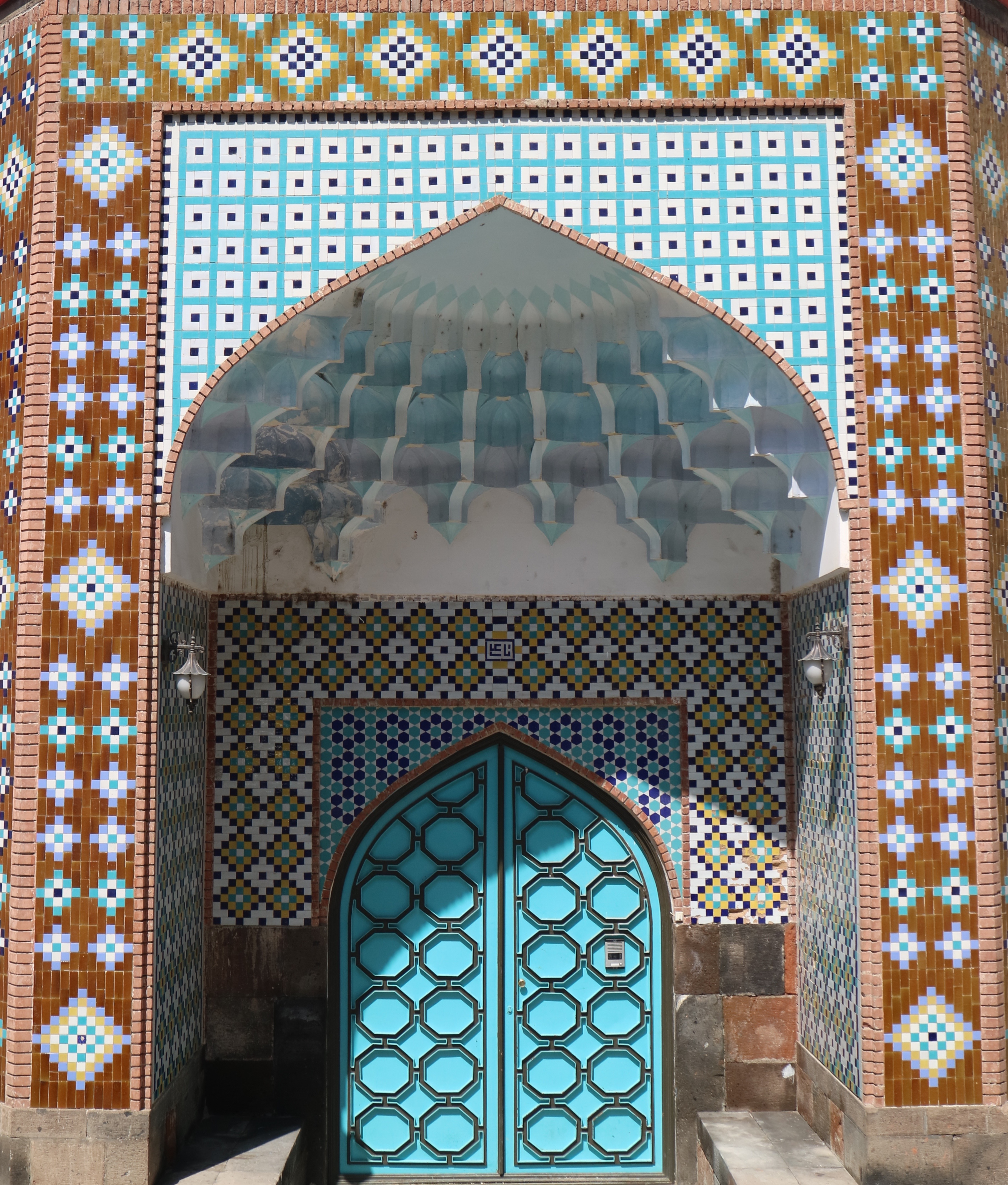
Ingang
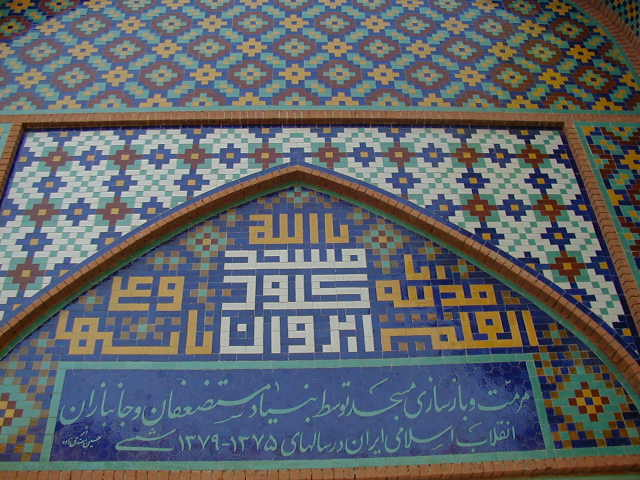
Txweede ingang, toegevoegd einde 19e eeuw
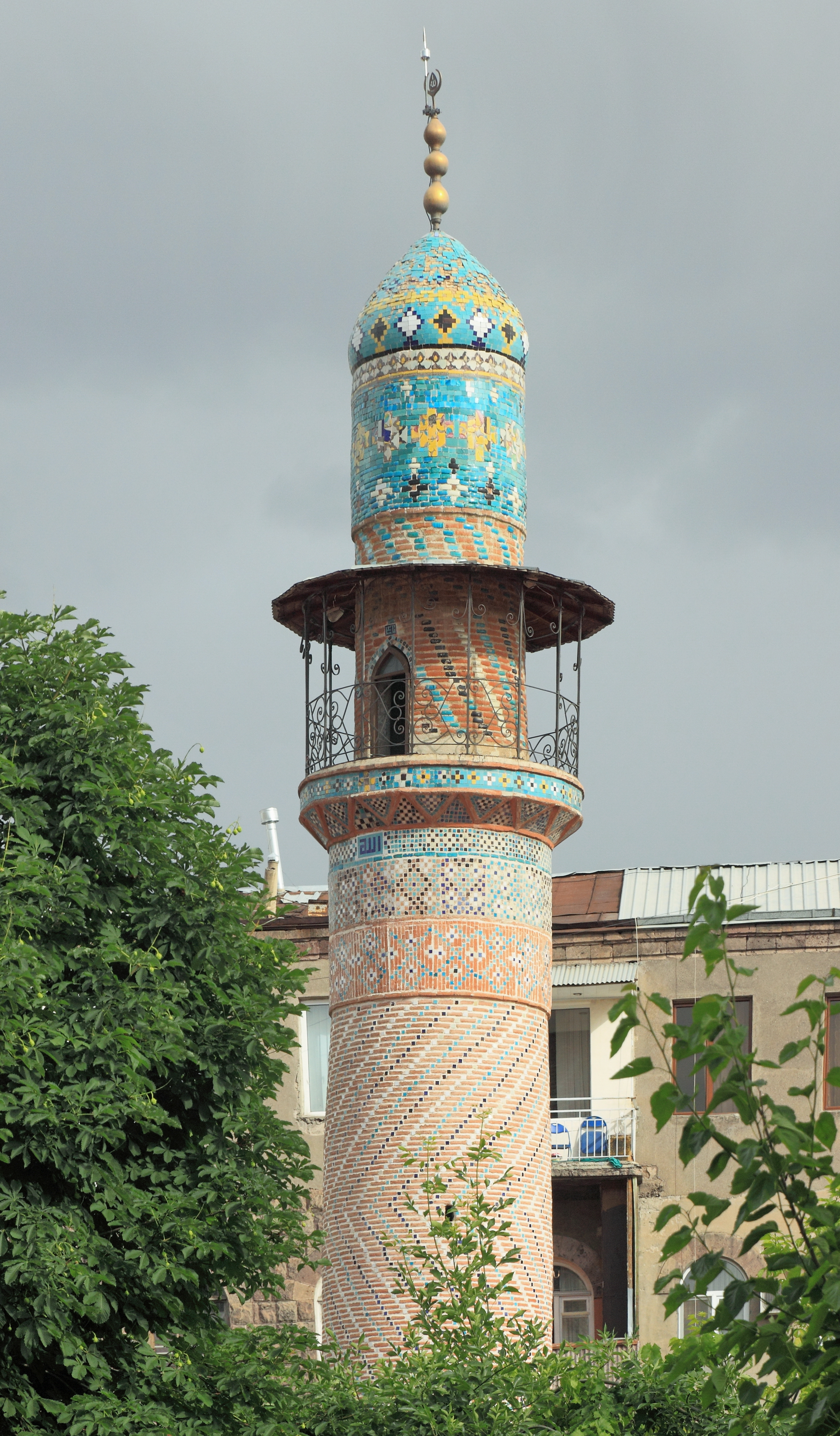
de minaret
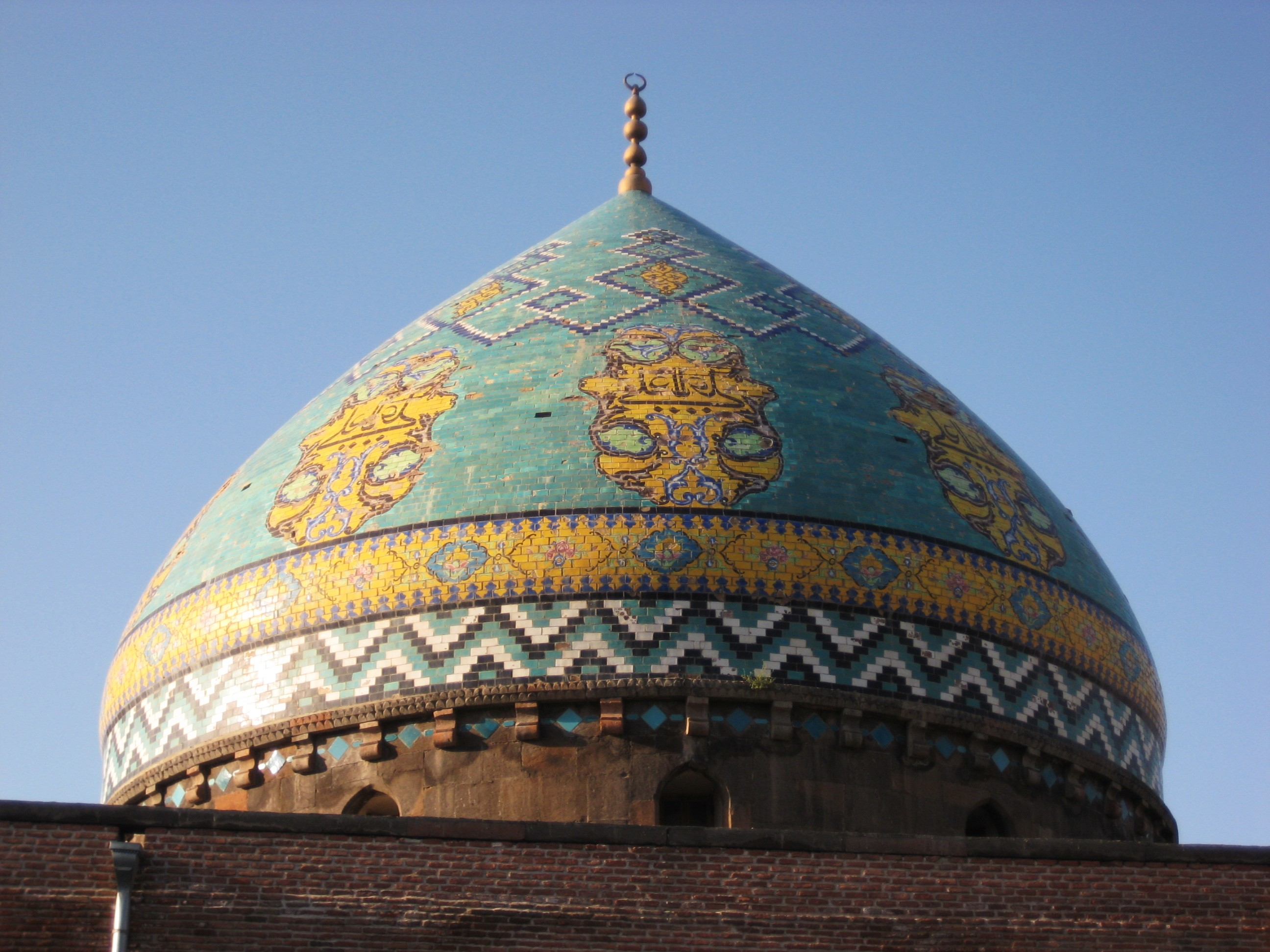
De koepel
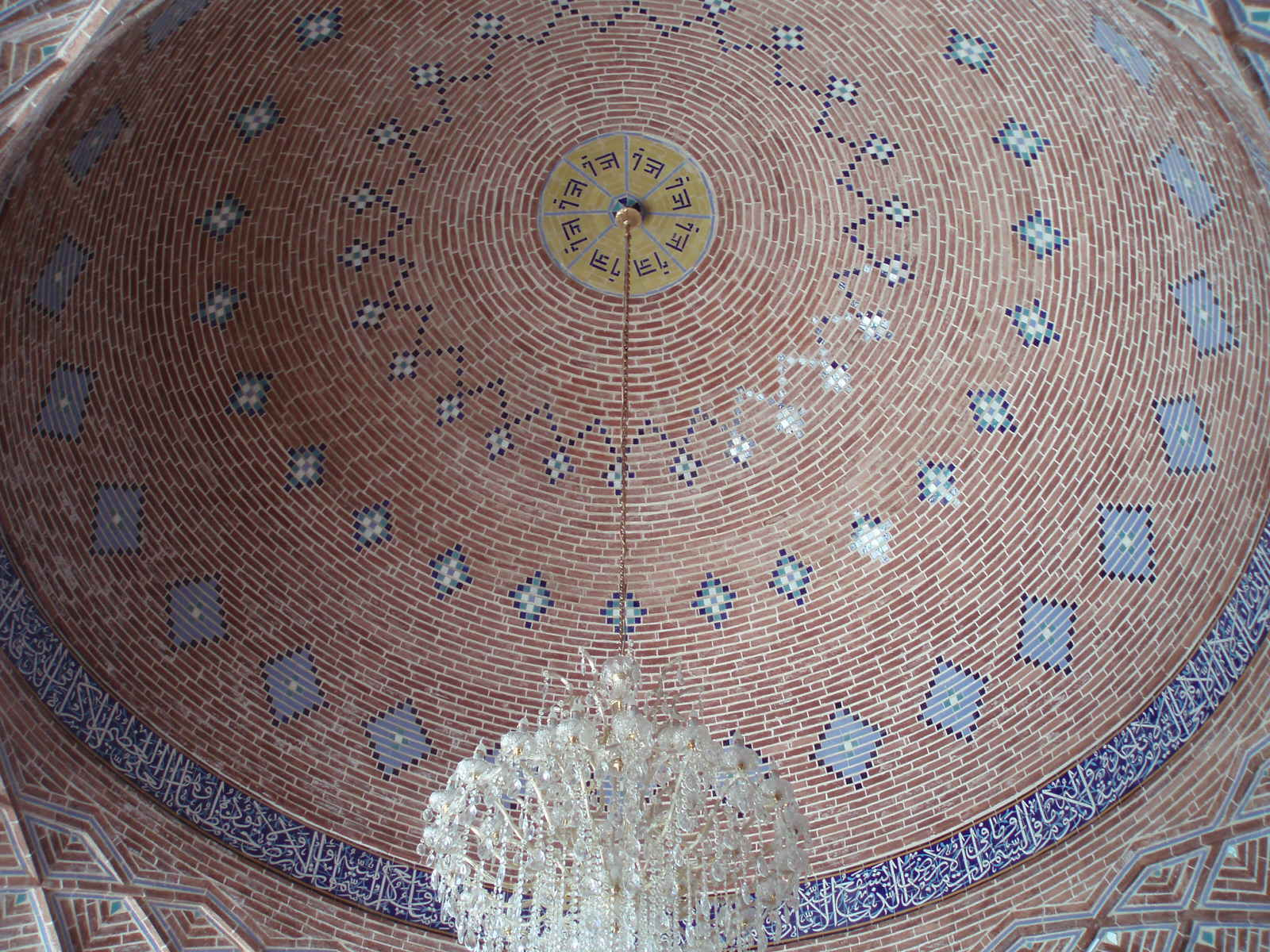
Binnenkant koepel
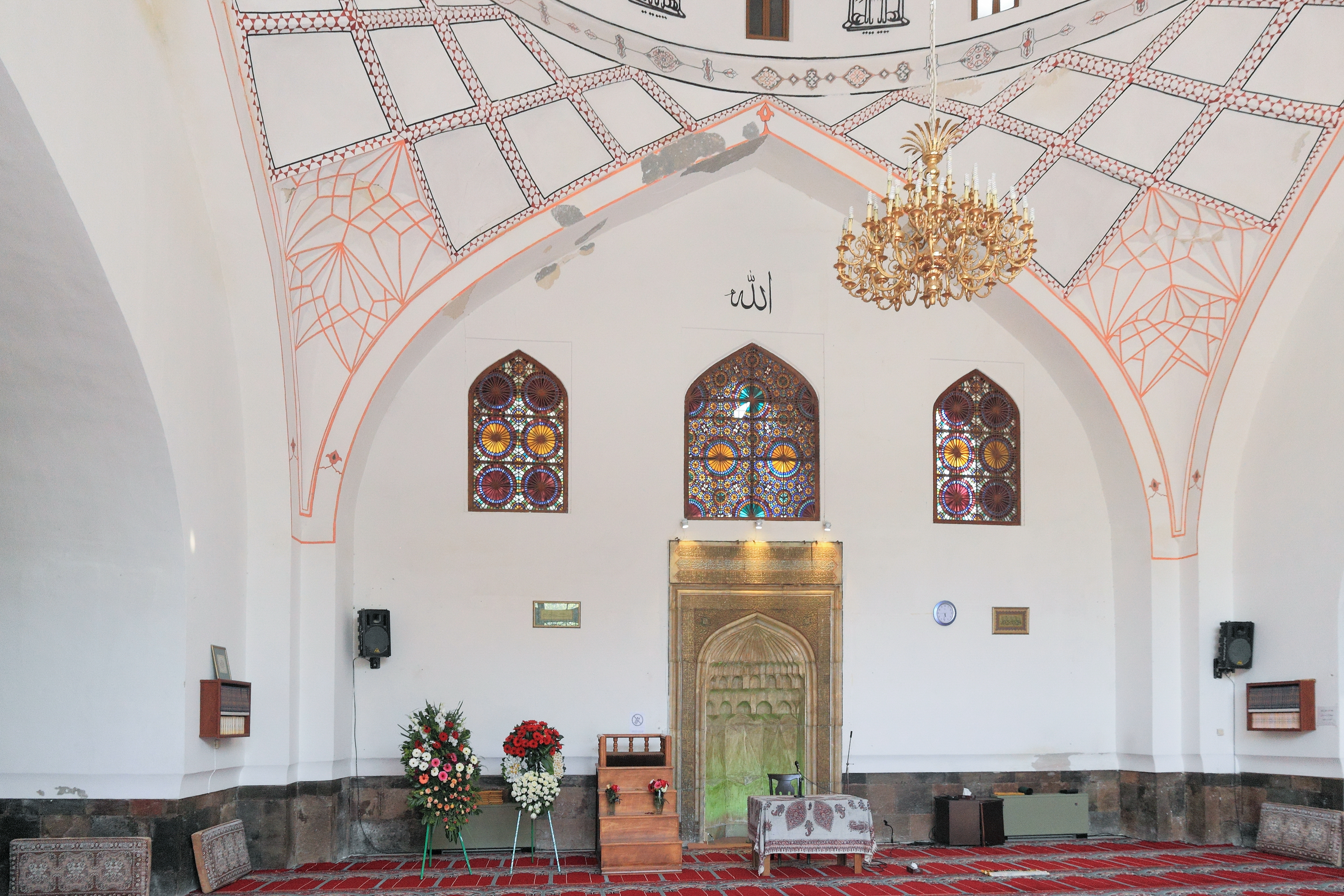
Interieur